# Saubion
Saubion là một xã, thuộc tỉnh Landes trong vùng Nouvelle-Aquitaine. Xã này có diện tích 7,8 kilômét vuông, dân số năm 2006 là 1260 người. Xã này nằm ở khu vực có độ cao trung bình 21 mét trên mực nước biển.
Danh xưng dân địa phương trong tiếng Pháp là Saubionnais.

## Biến động dân số
| 1962                                         | 1968 | 1975 | 1982 | 1990 | 1999 | 2006  |
| -------------------------------------------- | ---- | ---- | ---- | ---- | ---- | ----- |
| 407                                          | 445  | 384  | 508  | 684  | 936  | 1 260 |
| Số liệu từ năm 1962, dân số không tính trùng |      |      |      |      |      |       |